# Distretto di Purulia
Il distretto di Purulia è un distretto del Bengala Occidentale, in India, di 2 535 233 abitanti. Il suo capoluogo è Purulia.